# Maison forte de Lavaux
La maison forte de Lavaux, est une ancienne maison forte, des XIVe siècle, centre de la seigneurie de Lavaux qui relevait du château de Dyo, qui se dresse sur la commune de Dyo dans le département de Saône-et-Loire, en région Bourgogne-Franche-Comté.

## Situation
La maison forte de Lavaux est située dans le département français de Saône-et-Loire sur la commune de Dyo, à la lisière du bois de la Gueurce.

## Histoire
La maison forte dépendait à l'origine du château de Dyo. Guichard Raffin en est en 1392 le premier seigneur connu.
Au XVIe siècle, le fief est la possession de la famille de Martel. Ces derniers le vende en 1594 à Louise de Chantemerle, veuve de Jean de Dyo.
Au XVIIIe siècle, Lavaux est entre les mains de la famille de Damas.
Au XXe siècle le château devient la propriété de la famille Sardagne.
Depuis 2019, la maison appartient au comte Guillaume de Chastellux.

## Description
Le château se présente sous une forme quadrangulaire et comprend une habitation prolongée d'une grange et d'une écurie, bâti à l'emplacement du logis primitif. Le site fut remanié lors de sa transformation en domaine agricole.
Il subsiste de l'époque médiéval une partie de l'enceinte ainsi qu'une tour circulaire coiffée d'une poivrière. Cette dernière assurait sa défense par des archères à étrier. Le dernier niveau de la tour abrite un pigeonnier.

### Autres sources
- http://jdeb71.fr/wp/les-monuments/le-chateau-de-lavaux/